# Araz Abdullayev
Pour les articles homonymes, voir Abdullayev.
Araz Abdullayev, né le 18 avril 1992 à Bakou en Azerbaïdjan, est un footballeur international azerbaïdjanais, qui évolue au poste de défenseur. 
Il compte 29 sélections en équipe nationale depuis 2008.

## Biographie

### Carrière de joueur
Araz Abdullayev dispute 6 matchs en Ligue des champions et 15 matchs en Ligue Europa, pour 3 buts inscrits.

### Carrière internationale
Araz Abdullayev compte 16 sélections avec l'équipe d'Azerbaïdjan depuis 2008. 
Après une série de performances impressionnantes en club, il est appelé par le sélectionneur national Berti Vogts pour un match des éliminatoires de la Coupe du monde 2010 contre la Finlande prévue pour le 11 octobre 2008, ce qui fait de lui le plus jeune international azerbaïdjanais, faisant ses débuts à 16 ans et 4 mois (défaite 1-0).

## Palmarès
- Avec le Qarabağ Ağdam
  - Champion d'Azerbaïdjan en 2011 et 2013
  - Vainqueur de la Coupe d'Azerbaïdjan en 2013 et 2014